# .bitnet
El .bitnet va ser una xarxa d'ordinadors universitària cooperativa dels Estats Units fundada el 1981 per Ira Fuchs a la City University of New York (CUNY) i Greydon Freeman a la Universitat Yale. El primer enllaç de xarxa va ser entre CUNY i Yale. El nom BITNET originalment significava "Perquè és una xarxa", però finalment va arribar a significar "Perquè és la xarxa de temps". ]
En aquella època, Internet no era més que una xarxa informàtica entre d'altres. Els ordinadors no connectats a Internet, però connectats a una altra xarxa com BITNET, oz, csnet o UUCP, podien intercanviar correus electrònics amb Internet a través de passarel·les de correu. Per a ser retransmesos a través d'aquestes pasarel·les, els missatges associats a aquestes xarxes s'etiquetaven amb sufixos com .bitnet, .oz, .csnet o .uucp, però els dominis corresponents a aquestes etiquetes no existien dins el sistema de noms d'Internet.

## Extensió
En el seu apogeu al voltant de 1991, BITNET es va estendre a gairebé 500 organitzacions i 3.000 nodes, totes institucions educatives. Va abastar Amèrica del Nord (al Canadà es coneixia com NetNorth), Europa (com EARN), Israel (com ISRAEARN), Índia (VIDYANET) i alguns estats del Golf Pèrsic (com GulfNet). BITNET també va ser molt popular a altres parts del món, especialment a Amèrica del Sud, on es van implementar uns 200 nodes i es van utilitzar molt a finals dels anys vuitanta i principis dels noranta. Part de la xarxa acadèmica interuniversitaria de Sud-àfrica, inicialment coneguda com UNINET, i més tard TENET (Tertiary Education Network) es va implementar mitjançant protocols BITNET a finals dels anys 80, amb una passarel·la TCP/IP a Internet a través de la Universitat de Rhodes. Amb el ràpid creixement dels sistemes TCP/IP i d'Internet a principis de la dècada de 1990, i el ràpid abandonament de la plataforma base IBM mainframe amb finalitats acadèmics, la popularitat i l'ús de BITNET van disminuir ràpidament.